# 톰 행크스
톰 행크스(영어: Tom Jeffrey Hanks, 1956년 7월 9일~)는 미국의 배우, 영화 제작자이다. 《스플래시》(1984), 《빅》(1988), 《터너와 후치》(1989), 《그들만의 리그》(1992), 《시애틀의 잠 못 이루는 밤》(1993), 《아폴로 13》(1995) 등의 영화에서 코믹하고 극적인 역할을 했다. 그는 또한 로버트 랭던의 영화 시리즈에 출연했으며, 애니메이션 토이 스토리 시리즈에서 주인공 우디의 성우를 맡았다. 행크스는 《라이언 일병 구하기》(1998), 《캐치 미 이프 유 캔》(2002), 《터미널》(2004), 《스파이 브릿지》(2015), 《더 포스트》(2017) 등 다섯 편의 영화에서 스티븐 스필버그 감독과 함께 작업을 했으며, 2001년 미니시리즈 《밴드 오브 브라더스》로 행크스는 성공적인 감독, 프로듀서 및 시나리오 작가로 데뷔했다. 2010년에는 스필버그와 행크스가 HBO 미니시리즈의 수석 프로듀서였다.
행크스의 영화는 미국과 캐나다의 박스 오피스에서 46억 달러 이상, 전세계에서 92억 달러 이상을 벌어 들여 북미 지역에서 네 번째로 높은 수익을 올린 배우가 되었다. 행크스는 경력 동안 수 많은 상을 수상했다. 그는 《필라델피아》(1993)에서의 그의 연기에 대한 비평가들의 찬사를 받아 골든글로브상, 미국 아카데미상 남우주연상과, 《포레스트 검프》(1994)으로 잇따라 큰 호평을 받으며 골든글로브상, 미국배우조합상과 미국 아카데미상을 수상하였다. 행크스는 스펜서 트레이시와 함께 2년 연속 미국 아카데미상 남우주연상을 수상한 두 명의 배우 중 한 명이 되었다. 2002년 행크스는 최연소의 나이(수상 당시 만 46세)로 미국 영화 연구소 평생공로상 수상자가 되었다. 2004년 영국 아카데미 영화상(BAFTA)에서 스탠리 큐브릭 브리타니아 영화상을 수상했다. 2014년에 그는 케네디 센터 명예 훈장을 수여 받았고, 2016년에는 버락 오바마 대통령으로부터 대통령 훈장을 수여 받았다. 그리고 프랑스 군단 명예 훈장을 수여 받았다. 2021년 1월 20일 제46대 미국 대통령 조 바이든의 취임식에 이어 열린 취임축하쇼 '셀러브레이팅 아메리카(Celebrating America)'의 사회를 맡았다.

## 젊은 시절
행크스는 1956년 7월 9일, 캘리포니아주 콩코드에서 태어났다. 그의 아버지, 에이머스 메포드 행크스 (1924년 3월 4일 캘리포니아, 글렌 군에서 출생 ~ 1992년 1월 31일에 캘리포니아, 알라메다에서 사망)는 대통령 에이브러햄 링컨의 어머니 낸시 행크스의 먼 친족이었다. 그의 어머니, 포르투갈계 미국인 재닛 메릴린 프레이거 (1932년 1월 18일에 캘리포니아 알라메다 군에서 출생)는 병원 노동자였다; 그 둘은 1960년에 이혼했다. 가족 중 가장 나이 많았던 샌드라, (현재 작가, 샌드라 행크스 베노이톤), 래리 (현재 일리노이 대학교 어바나-샴페인에 곤충학 교수이자 박사, 로런스 M. 행크스)와 톰은 그의 아버지와 함께 살았지만, 반면에 막내였던 현재 배우이자 영화 제작자인 짐 행크스는 레드 블러프에서 그의 어머니와 함께 거주하였다.

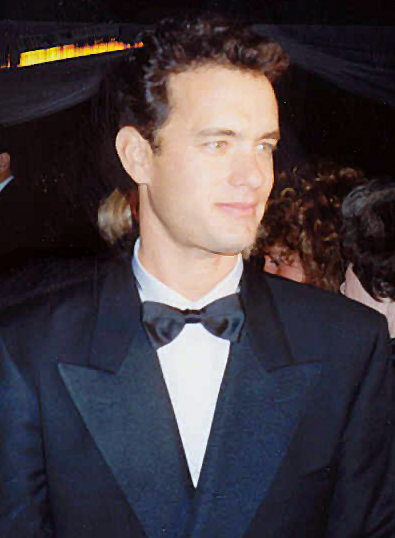
톰 행크스, 1989년

## 사생활

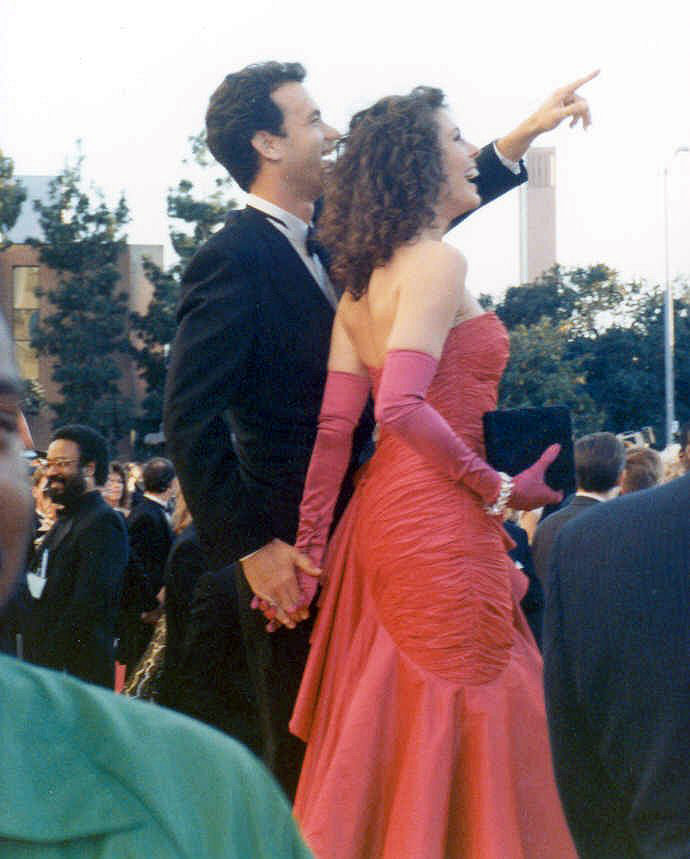
1989년 미국 아카데미상 레드카펫에서 아내 리타 윌슨과 행크스

행크스는 미국의 배우 서맨사 루이스와 1978년 결혼하였고, 두 사람은 슬하에 아들 콜린 행크스(1977년 출생)와 딸 엘리자베스 행크스(1982년 출생)를 두었다.
1981년, 행크스는 배우 리타 윌슨와 TV 코미디 《바솜 버디스》(1980-1982)의 세트장에서 만났다. 그들은 1985년에 《정글의 플레이보이》로 다시 만나게 되었다. 행크스와 서맨사 루이스는 1987년 이혼하였다.
행크스는 윌슨과 1988년 결혼하였다. 그들은 슬하에 두 아들을 두었다. 큰 아들 체스터 말론 "체트" 행크스는 《인디아나 존스: 최후의 성전》에서 학생으로 작은 역할을 했으며, 2011년에 랩 노래를 발표했다. 그들의 막내인 트루먼 테오도르 행크스는 1995년에 태어났다.
윌슨과 결혼하기 전에 행크스는 윌슨과 그의 가족의 종교인 그리스 정교회로 개종했다.
행크스는 2013년 10월 7일에 출연한 《레이트 쇼 위드 데이비드 레터먼》에서  제2형 당뇨병이 있다고 언급했다.
2020년 행크스는 호주에서 영화 《엘비스》 촬영을 위해 체류하던 중 부인 리타 윌슨과 함께 코로나바이러스감염증-19 확진 판정을 받았다. 이 사실은 행크스 본인의 SNS를 통해 알려졌으며, 워싱턴 포스트에 따르면 '미국의 유명인 중에서 신종 코로나 확진 사실을 공개한 최초의 사례가 되었다'.

## 필모그래피
| Films that have not yet been released | 아직 개봉하지 않은 영화를 나타낸다. |

### 영화
| 연도 | 제목                                                                                                   | 참여   | 참여     | 참여   | 참여                                                                                               | 참고                          | 출처          |
| 연도 | 제목                                                                                                   | 배우   | 프로듀서 | 기타   | 역할                                                                                               | 참고                          | 출처          |
| ---- | --- | ------ | -------- | ------ | -------------------------------------------------------------------------------------------------- | ----------------------------- | ------------- |
| 1980 | 어둠의 방랑자 He Knows You're Alone                                                                    | 예     | 아니요   | 아니요 | 엘리엇                                                                                             |                               | [ 18 ]        |
| 1984 | 스플래시 Splash                                                                                        | 예     | 아니요   | 아니요 | 앨런 바워                                                                                          |                               | [ 19 ]        |
| 1984 | 총각 파티 Bachelor Party                                                                               | 예     | 아니요   | 아니요 | 릭 개스코                                                                                          |                               | [ 20 ]        |
| 1985 | 사랑의 스파이 The Man with One Red Shoe                                                                | 예     | 아니요   | 아니요 | 리처드 할런 드루                                                                                   |                               | [ 21 ]        |
| 1985 | 정글의 플레이보이 Volunteers                                                                           | 예     | 아니요   | 아니요 | 로런스 훠틀리 본 3세                                                                               |                               | [ 22 ]        |
| 1986 | 머니 핏 The Money Pit                                                                                  | 예     | 아니요   | 아니요 | 월터 필딩 주니어                                                                                   |                               | [ 23 ]        |
| 1986 | 낫띵 인 커몬 Nothing in Common                                                                         | 예     | 아니요   | 아니요 | 데이비드 바스너                                                                                    |                               | [ 24 ]        |
| 1986 | 에브리타임 위 세이 굿바이 Every Time We Say Goodbye                                                    | 예     | 아니요   | 아니요 | 데이비드 브래들리                                                                                  |                               | [ 25 ]        |
| 1987 | 드라그넷 Dragnet                                                                                       | 예     | 아니요   | 아니요 | 펩 스트리벡                                                                                        |                               | [ 26 ]        |
| 1988 | 빅 Big                                                                                                 | 예     | 아니요   | 아니요 | 조시 배스킨                                                                                        |                               | [ 27 ]        |
| 1988 | 펀치라인 Punchline                                                                                     | 예     | 아니요   | 아니요 | 스티븐 골드                                                                                        |                               | [ 28 ]        |
| 1989 | 유령 마을 The 'Burbs                                                                                   | 예     | 아니요   | 아니요 | 레이 피터슨                                                                                        |                               | [ 29 ]        |
| 1989 | 터너와 후치 Turner & Hooch                                                                             | 예     | 아니요   | 아니요 | 스콧 터너 형사                                                                                     |                               | [ 30 ]        |
| 1990 | 볼케이노 Joe Versus the Volcano                                                                        | 예     | 아니요   | 아니요 | 조 뱅크스                                                                                          |                               | [ 31 ]        |
| 1990 | 허영의 불꽃 The Bonfire of the Vanities                                                                | 예     | 아니요   | 아니요 | 셔먼 매코이                                                                                        |                               | [ 32 ]        |
| 1992 | 하늘에서 온 엽서 Radio Flyer                                                                           | 예     | 아니요   | 아니요 | 성인 마이크 / 내레이션                                                                             | 카메오                        | [ 33 ]        |
| 1992 | 그들만의 리그 A League of Their Own                                                                    | 예     | 아니요   | 아니요 | 지미 두건                                                                                          |                               | [ 34 ]        |
| 1993 | 시애틀의 잠 못 이루는 밤 Sleepless in Seattle                                                          | 예     | 아니요   | 아니요 | 샘 볼드윈                                                                                          |                               | [ 35 ]        |
| 1993 | 필라델피아 Philadelphia                                                                                | 예     | 아니요   | 아니요 | 앤드루 베켓                                                                                        |                               | [ 36 ]        |
| 1994 | 포레스트 검프 Forrest Gump                                                                             | 예     | 아니요   | 아니요 | 포레스트 검프                                                                                      |                               | [ 37 ]        |
| 1995 | 아폴로 13 Apollo 13                                                                                    | 예     | 아니요   | 아니요 | 짐 러벨                                                                                            |                               | [ 38 ]        |
| 1995 | 토이스토리 Toy Story                                                                                   | 예     | 아니요   | 아니요 | 우디 보안관 (더빙)                                                                                 | 애니메이션 영화               | [ 39 ]        |
| 1996 | 댓 싱 유 두 That Thing You Do!                                                                         | 예     | 아니요   | 예     | 미스터 화이트                                                                                      | 감독, 각본                    | [ 40 ]        |
| 1998 | 라이언 일병 구하기 Saving Private Ryan                                                                 | 예     | 아니요   | 아니요 | 존 H 밀러 대위                                                                                     |                               | [ 41 ]        |
| 1998 | 유브 갓 메일 You've Got Mail                                                                           | 예     | 아니요   | 아니요 | 조 폭스                                                                                            |                               | [ 42 ]        |
| 1999 | 토이 스토리 2 Toy Story 2                                                                              | 예     | 아니요   | 아니요 | 우디 보안관 (더빙)                                                                                 | 애니메이션 영화               | [ 43 ]        |
| 1999 | 그린 마일 The Green Mile                                                                               | 예     | 아니요   | 아니요 | 폴 에지콤                                                                                          |                               | [ 44 ]        |
| 2000 | 캐스트 어웨이 Cast Away                                                                                | 예     | 예       | 아니요 | 척 놀런드                                                                                          |                               | [ 45 ]        |
| 2002 | 나의 그리스식 웨딩 My Big Fat Greek Wedding                                                            | 아니요 | 예       | 아니요 | —                                                                                                  |                               | [ 46 ]        |
| 2002 | 로드 투 퍼디션 Road to Perdition                                                                       | 예     | 아니요   | 아니요 | 마이클 설리번 시니어                                                                               |                               | [ 47 ]        |
| 2002 | 캐치 미 이프 유 캔 Catch Me If You Can                                                                 | 예     | 아니요   | 아니요 | FBI 요원 칼 한레티                                                                                 |                               | [ 48 ]        |
| 2004 | 레이디킬러 The Ladykillers                                                                             | 예     | 아니요   | 아니요 | G.H. 도어 교수                                                                                     |                               | [ 49 ]        |
| 2004 | 코니와 칼라 Connie and Carla                                                                           | 아니요 | 예       | 아니요 | —                                                                                                  |                               | [ 50 ]        |
| 2004 | 터미널 The Terminal                                                                                    | 예     | 아니요   | 아니요 | 빅터 나보스키                                                                                      |                               | [ 51 ]        |
| 2004 | Elvis Has Left the Building                                                                            | 예     | 아니요   | 아니요 | 말리박스 엘비스                                                                                    | 카메오                        | [ 52 ] [ 53 ] |
| 2004 | 폴라 익스프레스 The Polar Express                                                                      | 예     | 예       | 아니요 | 기관장 / 소년 / 아버지 / 스크루지 / 산타클로스 / 떠돌이 (더빙, 모션 캡처)                          | 애니메이션 영화 총괄 프로듀서 | [ 54 ]        |
| 2005 | Magnificent Desolation: Walking on the Moon 3D                                                         | 아니요 | 예       | 예     | 내레이션                                                                                           | 각본 IMAX 단독 개봉           | [ 55 ]        |
| 2006 | 다빈치 코드 The Da Vinci Code                                                                          | 예     | 아니요   | 아니요 | 로버트 랭던 교수                                                                                   |                               | [ 56 ]        |
| 2006 | 카 Cars                                                                                                | 예     | 아니요   | 아니요 | 우디 카                                                                                            | 카메오 애니메이션 영화        | [ 57 ]        |
| 2006 | 앤트 불리 The Ant Bully                                                                                | 아니요 | 예       | 아니요 | —                                                                                                  |                               | [ 58 ]        |
| 2006 | 스타트 포 텐 Starter for 10                                                                            | 아니요 | 예       | 아니요 | —                                                                                                  |                               | [ 59 ]        |
| 2007 | 에반 올마이티 Evan Almighty                                                                            | 아니요 | 예       | 아니요 | —                                                                                                  | 총괄 프로듀서                 | [ 60 ]        |
| 2007 | 찰리 윌슨의 전쟁 Charlie Wilson's War                                                                  | 예     | 예       | 아니요 | 찰리 윌슨                                                                                          |                               | [ 61 ]        |
| 2007 | 심슨 가족 더 무비 The Simpsons Movie                                                                   | 예     | 아니요   | 아니요 | 자신                                                                                               | 카메오                        | [ 62 ]        |
| 2008 | 맘마미아! Mamma Mia!                                                                                   | 아니요 | 예       | 아니요 | —                                                                                                  | 총괄 프로듀서                 | [ 63 ]        |
| 2008 | 시티 오브 엠버: 빛의 도시를 찾아서 City of Ember                                                       | 아니요 | 예       | 아니요 | —                                                                                                  |                               | [ 64 ]        |
| 2008 | 그레이트 벅 하워드 The Great Buck Howard                                                               | 예     | 예       | 아니요 | 미스터 게이블                                                                                      | 한정 개봉                     | [ 65 ]        |
| 2009 | 나의 로맨틱 가이드 My Life in Ruins                                                                    | 아니요 | 예       | 아니요 | —                                                                                                  | 총괄 프로듀서                 | [ 66 ]        |
| 2009 | 천사와 악마 Angels & Demons                                                                            | 예     | 아니요   | 아니요 | 로버트 랭던 교수                                                                                   |                               | [ 67 ]        |
| 2009 | 괴물들이 사는 나라 Where the Wild Things Are                                                           | 아니요 | 예       | 아니요 | —                                                                                                  |                               | [ 68 ]        |
| 2009 | 비욘드 올 바운더리스 Beyond All Boundaries                                                             | 아니요 | 예       | 아니요 | 내레이션                                                                                           | 단편 영화 총괄 프로듀서       | [ 69 ]        |
| 2010 | 토이 스토리 3 Toy Story 3                                                                              | 예     | 아니요   | 아니요 | 우디 보안관 (더빙)                                                                                 | 애니메이션 영화               | [ 70 ]        |
| 2011 | 하와이안 베케이션 Hawaiian Vacation                                                                    | 예     | 아니요   | 아니요 | 우디 보안관 (더빙)                                                                                 | 단편 애니메이션 영화          | [ 71 ]        |
| 2011 | 로맨틱 크라운 Larry Crowne                                                                             | 예     | 예       | 예     | 래리 크라운                                                                                        | 감독, 각본                    | [ 72 ]        |
| 2011 | 스몰 프라이 Small Fry                                                                                  | 예     | 아니요   | 아니요 | 우디 보안관 (더빙)                                                                                 | 단편 영화                     | [ 73 ]        |
| 2011 | 엄청나게 시끄럽고 믿을 수 없게 가까운 Extremely Loud & Incredibly Close                                | 예     | 아니요   | 아니요 | 토마스 쉘 주니어                                                                                   |                               | [ 74 ]        |
| 2012 | 클라우드 아틀라스 Cloud Atlas                                                                          | 예     | 아니요   | 아니요 | 닥터 헨리 구즈 / 호텔 매니저 / 아이작 삭스 / 디아마트 호긴스 / 캐번디시인처럼 보이는 배우 / 자크리 |                               | [ 75 ]        |
| 2012 | 파티사우루스 렉스 Partysaurus Rex                                                                      | 예     | 아니요   | 아니요 | 우디 보안관 (더빙)                                                                                 | 단편 애니메이션 영화          | [ 76 ]        |
| 2013 | 더 파크랜드 Parkland                                                                                   | 아니요 | 예       | 아니요 | —                                                                                                  |                               | [ 77 ]        |
| 2013 | 캡틴 필립스 Captain Phillips                                                                           | 예     | 아니요   | 아니요 | 캡틴 리처드 필립스                                                                                 |                               | [ 78 ]        |
| 2013 | 세이빙 MR.뱅크스 Saving Mr. Banks                                                                      | 예     | 아니요   | 아니요 | 월트 디즈니                                                                                        |                               | [ 79 ]        |
| 2015 | 스파이 브릿지 Bridge of Spies                                                                          | 예     | 아니요   | 아니요 | 제임스 B. 도노반                                                                                   |                               | [ 80 ]        |
| 2015 | 이타카 Ithaca                                                                                          | 예     | 예       | 아니요 | 미스터 맥컬리                                                                                      | 총괄 프로듀서                 | [ 81 ] [ 82 ] |
| 2016 | 나의 그리스식 웨딩 2 My Big Fat Greek Wedding 2                                                        | 아니요 | 예       | 아니요 | —                                                                                                  |                               | [ 83 ]        |
| 2016 | 홀로그램 포 더 킹 A Hologram for the King                                                              | 예     | 예       | 아니요 | 앨런 클레이                                                                                        |                               | [ 84 ]        |
| 2016 | 설리: 허드슨강의 기적 Sully                                                                            | 예     | 예       | 아니요 | 체슬리 "설리" 설런버거                                                                             |                               | [ 85 ]        |
| 2016 | 인페르노 Inferno                                                                                       | 예     | 아니요   | 아니요 | 로버트 랭던 교수                                                                                   |                               | [ 86 ]        |
| 2017 | 더 서클 The Circle                                                                                     | 예     | 예       | 아니요 | 이몬 베일리                                                                                        |                               | [ 87 ] [ 88 ] |
| 2017 | 마크 펠트: 더 맨 후 브로우트 다운 더 화이트 하우스 Mark Felt: The Man Who Brought Down the White House | 아니요 | 예       | 아니요 | —                                                                                                  |                               | [ 89 ]        |
| 2017 | 더 포스트 The Post                                                                                     | 예     | 아니요   | 아니요 | 벤 브래들리                                                                                        |                               | [ 90 ]        |
| 2019 | 토이 스토리 4 Toy Story 4                                                                              | 예     | 아니요   | 아니요 | 우디 보안관 (더빙)                                                                                 | 애니메이션 영화               | [ 91 ]        |
| 2019 | 어 뷰티풀 데이 인 더 네이버후드 A Beautiful Day in the Neighborhood                                    | 예     | 아니요   | 아니요 | 프레드 로저스                                                                                      |                               | [ 92 ]        |
| 2020 | 그레이하운드 Greyhound                                                                                 | 예     | 예       | 각본   | 에른스트 크라우제                                                                                  |                               | [ 93 ]        |
| 2020 | 뉴스 오브 더 월드 News of the World                                                                    | 예     | 예       | 아니요 | 제퍼슨 카일 키드                                                                                   |                               |               |
| 2020 | 보랏 속편 Borat Subsequent Moviefilm                                                                   | 예     | 아니요   | 아니요 | 본인                                                                                               | 카메오                        |               |
| 2021 | 핀치 Finch                                                                                             | 예     | 아니요   | 아니요 | 핀치                                                                                               |                               |               |
| 2022 | 엘비스 Elvis                                                                                           | 예     | 아니요   | 아니요 | 톰 파커 대령                                                                                       |                               |               |
| 2022 | 피노키오 Pinocchio                                                                                     | 예     | 아니요   | 아니요 | 제페토 영감                                                                                        |                               |               |
| 2022 | 오토라는 남자 A Man Called Otto                                                                        | 예     | 예       | 아니요 | 오토 앤더슨                                                                                        |                               |               |
| 2023 | 애스터로이드 시티 Asteroid City                                                                        | 예     | 아니요   | 아니요 | 스탠리 잭                                                                                          |                               |               |
| 2024 | 히어 Here                                                                                              | 예     | 예       | 아니요 | 리처드                                                                                             |                               |               |
| 2025 | 페니키안 스킴 The Phoenician Scheme                                                                    | 예     | 아니요   | 아니요 | 리랜드                                                                                             |                               |               |

### 텔레비전
| 연도      | 제목                                             | 참여   | 참여     | 참여   | 참여                                        | 참고                                                                                                | 출처                                    |
| 연도      | 제목                                             | 연기   | 프로듀서 | 기타   | 역할                                        | 참고                                                                                                | 출처                                    |
| --------- | ------------------------------------------------ | ------ | -------- | ------ | ------------------------------------------- | --------------------------------------------------------------------------------------------------- | --------------------------------------- |
| 1980      | The Love Boat                                    | 예     | 아니요   | 아니요 | 릭 마틴                                     | 에피소드: "Friends and Lovers/Sergeant Bull/Miss Mother"                                            | [ 94 ]                                  |
| 1980–1982 | Bosom Buddies                                    | 예     | 아니요   | 아니요 | 킵 / 버피 윌슨                              | | [ 95 ] [ 96 ]                           |
| 1982      | Mazes and Monsters                               | 예     | 아니요   | 아니요 | 로비 휠링                                   | 텔레비전 영화                                                                                       | [ 97 ] [ 98 ]                           |
| 1982      | Taxi                                             | 예     | 아니요   | 아니요 | 고든                                        | 에피소드: "The Road Not Taken: Part 1"                                                              | [ 99 ]                                  |
| 1982      | Happy Days                                       | 예     | 아니요   | 아니요 | 드웨인 트위첼 닥터                          | 에피소드: "A Little Case of Revenge"                                                                | [ 100 ] [ 101 ]                         |
| 1983–1984 | Family Ties                                      | 예     | 아니요   | 아니요 | 네드 도넬리                                 | 에피소드: "The Fugitive" Parts 1 and 2 에피소드: "Say Uncle"                                        | [ 102 ] [ 103 ] [ 104 ]                 |
| 1985–2017 | 새터데이 나이트 라이브 Saturday Night Live       | 예     | 아니요   | 예     | 호스트, 여러 역할                           | 9 타임 호스트 (1985–2016) 9 타임 게스트 /카메오 (2001–17)                                           | [ 105 ] [ 106 ] [ 107 ] [ 108 ] [ 109 ] |
| 1992      | Tales from the Crypt                             | 예     | 아니요   | 예     | 박스터                                      | 연출 에피소드: "None but the Lonely Heart"                                                          | [ 110 ]                                 |
| 1993      | Fallen Angels                                    | 예     | 아니요   | 예     | 불량스런 남자 #1                            | 연출 에피소드: "I'll Be Waiting"                                                                    | [ 111 ]                                 |
| 1993      | A League of Their Own                            | 아니요 | 아니요   | 예     | —                                           | 연출 에피소드: "The Monkey's Curse"                                                                 | [ 112 ] [ 113 ]                         |
| 1998      | From the Earth to the Moon                       | 예     | 예       | 예     | 장-루크 데스퐁                              | 연출, 각본 "Le voyage dans la lune" (배우) "Can We Do This?" (연출) 4 episodes (각본) 총괄 프로듀서 | [ 114 ] [ 115 ] [ 116 ]                 |
| 2000      | Shooting War                                     | 아니요 | 아니요   | 예     | 내레이션                                    | 다큐멘터리                                                                                          | [ 117 ]                                 |
| 2001      | Band of Brothers                                 | 예     | 예       | 예     | 영국 장교                                   | 연출, 각본 미니시리즈 총괄 프로듀서 "Crossroads" (연출) "Currahee" (각본) 카메오                    | [ 118 ] [ 119 ] [ 120 ] [ 121 ] [ 122 ] |
| 2001      | We Stand Alone Together: The Men of Easy Company | 아니요 | 예       | 아니요 | —                                           | 다큐멘터리 총괄 프로듀서                                                                            | [ 123 ]                                 |
| 2003      | Freedom: A History of US                         | 예     | 아니요   | 아니요 | 에이브러햄 링컨 / 찰리 E. 우드 / 다니엘 분  | 7 에피소드                                                                                          | [ 124 ]                                 |
| 2006–2011 | Big Love                                         | 아니요 | 예       | 아니요 | —                                           | 총괄 프로듀서                                                                                       | [ 125 ]                                 |
| 2010      | The Pacific                                      | 아니요 | 예       | 예     | 내레이션                                    | 미니시리즈; 6 에피소드 총괄 프로듀서                                                                | [ 126 ] [ 127 ]                         |
| 2011      | 30 Rock                                          | 예     | 아니요   | 아니요 | 자신                                        | 카메오                                                                                              | [ 128 ]                                 |
| 2013      | Killing Lincoln                                  | 아니요 | 아니요   | 예     | 내레이션                                    | 텔레비전 영화                                                                                       | [ 129 ]                                 |
| 2013      | Toy Story of Terror!                             | 예     | 아니요   | 아니요 | 우디 보안관 (더빙)                          | 애니메이션 할로윈 스페셜                                                                            | [ 130 ]                                 |
| 2013      | The Assassination of President Kennedy           | 아니요 | 예       | 아니요 | —                                           | 다큐멘터리 총괄 프로듀서                                                                            | [ 131 ]                                 |
| 2014 2017 | Last Week Tonight with John Oliver               | 예     | 아니요   | 아니요 | 자신 named character in skit Wax Presidents | 에피소드: "The Lottery" Episode: "Presidency of Donald Trump"                                       | [ 132 ] [ 133 ]                         |
| 2014      | The Sixties                                      | 아니요 | 예       | 아니요 | —                                           | 다큐멘터리 시리즈 총괄 프로듀서                                                                     | [ 134 ]                                 |
| 2014      | Olive Kitteridge                                 | 아니요 | 예       | 아니요 | —                                           | 미니시리즈 총괄 프로듀서                                                                            | [ 135 ] [ 136 ]                         |
| 2014      | The Greatest Event in Television History         | 예     | 아니요   | 아니요 | 자신                                        | 카메오                                                                                              | [ 137 ]                                 |
| 2014      | Toy Story That Time Forgot                       | 예     | 아니요   | 아니요 | 우디 보안관 (더빙)                          | 애니메이션 크리스마스 스페셜                                                                        | [ 138 ]                                 |
| 2015      | The Seventies                                    | 아니요 | 예       | 아니요 | —                                           | 다큐멘터리 시리즈 총괄 프로듀서                                                                     | [ 139 ]                                 |
| 2016      | The Eighties                                     | 아니요 | 예       | 아니요 | —                                           | 다큐멘터리 시리즈 총괄 프로듀서                                                                     | [ 140 ]                                 |
| 2016      | Maya & Marty                                     | 예     | 아니요   | 아니요 | Gene the Astronaut                          | 1 에피소드                                                                                          | [ 141 ]                                 |
| 2017      | The Nineties                                     | 아니요 | 예       | 아니요 |                                             | 다큐멘터리 시리즈 총괄 프로듀서                                                                     | [ 142 ]                                 |
| 2017      | The David S. Pumpkins Animated Halloween Special | 예     | 아니요   | 아니요 | 데이비드 S. 펌킨스 (목소리 출연)            | 텔레비전 스페셜                                                                                     | [ 143 ]                                 |

### 무대
| 연도 | 제목                        | 역할              | 극장                          | 출처                    |
| ---- | --------------------------- | ----------------- | ----------------------------- | ----------------------- |
| 1977 | The Taming of the Shrew     | 그루미오          | Lakewood Civic Auditorium     | [ 144 ] [ 145 ] [ 146 ] |
| 1977 | Hamlet                      | 레이날도 병사     | Lakewood Civic Auditorium     | [ 144 ] [ 147 ]         |
| 1978 | Polly                       | 해커              | Lakewood Civic Auditorium     | [ 144 ] [ 147 ]         |
| 1978 | The Two Gentlemen of Verona | 프로테우스        | Lakewood Civic Auditorium     | [ 144 ] [ 148 ]         |
| 1978 | Wild Oats                   | 뮤즈              | Lakewood Civic Auditorium     | [ 144 ] [ 147 ]         |
| 1978 | King John                   | 로버트 팔콘브릿지 | Lakewood Civic Auditorium     | [ 144 ] [ 147 ]         |
| 1979 | Twelfth Night               | 파비앙            | Lakewood Civic Auditorium     | [ 144 ] [ 147 ]         |
| 1979 | Juno and the Paycock        | 제리 드바인       | Lakewood Civic Auditorium.    | [ 144 ] [ 147 ]         |
| 1979 | Do Me a Favorite            | 해롤드            | Lakewood Civic Auditorium     | [ 144 ] [ 147 ]         |
| 1979 | The Mandrake                | 칼리마코          | Riverside Shakespeare Theater | [ 149 ]                 |
| 2013 | Lucky Guy                   | 마이크 맥얼라리   | Broadhurst Theatre            | [ 150 ]                 |
| 2018 | Henry IV                    | 존 폴스타프 경    |                               | [ 151 ]                 |